# Štěpánka Stein, Salim Issa
Štěpánka Stein (* 1976) a Salim Issa (* 1973) je spolupracující autorská dvojice fotografů, která se ve své tvorbě věnuje subjektivnímu dokumentu, portrétu, módní a reklamní fotografii, fotografii prací českých designerů a architektů. Žijí a pracují v Praze. Oba jsou absolventy Vysoké školy umělecko-průmyslové a jsou držiteli řady ocenění.

## Životopisné údaje
Štěpánka Stein: narozena v roce 1976 v Praze. 1990–1994 studium fotografie na SPŠG. 1995–2001 studium fotografie v ateliéru prof. Pavla Štechy na VŠUP. Od roku 2001 pracuje jako volný fotograf. Od roku 2002 doktorandské studium FFUK, obor sociologie. V letech 2018–2022 byla pedagožkou Ateliéru fotografie II na VŠUP (spolu s Václavem Jiráskem). V současnosti je pedagožkou Institutu tvůrčí fotografie v Opavě. 
Salim Issa: narozen v roce 1973 v Praze, jeho sestrou je česká herečka Klára Issová. 1989–1993 studium na střední výtvarné škole V. Hollara. 1995–2001 studium fotografie v ateliéru prof. Pavla Štechy na VŠUP. Od roku 2001 pracuje jako volný fotograf a grafický designer.

## Dílo
Štěpánka Stein a Salim Issa se potkali v roce 1995 v ateliéru fotografie vedeném prof. Pavlem Štechou na pražské VŠUP. Úzká spolupráce těchto fotografů pak začala asi ve třetím ročníku na této umělecké škole. Osobnost prof. Pavla Štechy zásadně ovlivnila tyto fotografy, stejně jako samotné prostředí VŠUP, které umožnilo fotografům dostat se do přímého kontaktu se studenty z oborů architektury, designu a designu užitého umění, tedy oborů, které byly a jsou pro práci této dvojice fotografů důležité. Spolupráce s mnohými ze studentů VŠUP trvá dodnes.
Specifické pro jejich tvorbu je spojení několika fotografických disciplín v konceptuálních projektech. Spojení dokumentu, portrétu a prvků reklamní a módní fotografie je patrné v sériích Beauty/Fashion (1998), Mimolimit (2000), Family (2001), Magion (2001), Space Cowboys (2002), Karlín (2004), Czechmania (2004), New Castle (2005), Národní divadlo (2006). Ve svých projektech často používají ostré zábleskové světlo, které dramaticky osvěcuje fotografovaný objekt a zdůrazňuje tak jeho význam a zároveň tak potlačuje scénu v pozadí.
V roce 2003 získali Štěpánka Stein a Salim Issa Grant hlavního města Prahy za první místo v soutěži Czech Press Photo v kategorii Portrét. Tímto Grantem dostávají ocenění roční tvůrčí stipendium na fotografování proměn hlavního města. Dvojice fotografů si jako téma vybrala příběh pražské čtvrti Karlín, která byla v roce 2002 nejtíživěji ze všech městských částí zasažena povodní. Na rozdíl od předchozích držitelů tohoto Grantu, kteří se zaměřili výhradně buď na sociální tematiku, architekturu či životní prostředí nebo významné Pražany, můžeme u této dvojice vidět spojení všech těchto témat, stejně jako pro ně typické spojení dokumentu, portrétu s prvky módní fotografie.
Dalším projektem autorské dvojice Štěpánka Stein a Salim Issa je projekt Czechmania, realizovaný pro designový festival Czechmania. Soubor je koncipován do dvou částí – Messages a Czechmania Design, který celou akci prezentuje. Soubor Messages je tvořen z patnácti velkoformátových barevných fotografií lidí držících v rukou vzkazy světu. Všechny fotografie spojuje dominantní postava modelu v popředí a silueta Pražského hradu na pozadí. Projekt byl prezentován po dobu dvou měsíců v Birminghamu spolu s celým festivalem designu Czechmania.
Díky fotografickému cyklu Czechmania byli vybráni, aby se zúčastnili fotografické stáže v rámci projektu Changing Faces 2005 pořádané seskupením fotografických organizací IPRN (the International Photography Research Network). Changing Faces je projekt financovaný Evropskou unií, zaměřený na téma WORK . Fotografové z různých zemí dokumentují životní styl lidí v cizí zemi svýma očima, tedy očima cizince a vytváří tak subjektivní obraz místa a lidí tak, jak na něj působí. Štěpánka Stein a Salim Issa si pro tento projekt vybrali britské průmyslové město New Castle a jeho okolí. Vznikl tak cyklus fotografií nazvaný Ordinary Living. Styl svícení scény charakteristický pro tuto dvojici dodává běžným životním situacím punc něčeho zvláštního, neobyčejného. Cyklus těchto fotografií byl v roce 2007 vystaven v rámci Praguebiennale 3.
Jednou ze zakázek, kterou tato autorská dvojice realizovala, je dokumentace sezony 2005/2006 v Národním divadle. Série barevných portrétů členů Národního divadla a jeho personálu se prý vymyká dosavadnímu přístupu jiných fotografů, kteří dávali přednost černobílé a víceméně tradičně pojaté divadelní fotografii. Všechny pořízené portréty jsou fotografovány v zákulisí divadla, v jeho chodbách. Před objektiv fotografů předstoupily veřejnosti známé i zcela neznámé tváře, zaměstnanci i hosté ND, osobnosti různých profesí od zámečníků, truhlářů, přes garderobiérky, nápovědu, členy orchestru až k hercům, členům baletu, režisérovi a řediteli. Jednotný styl fotografií – nestylizované postoje, civilní výrazy, redukovaná škála barev, nekomplikované pozadí – nedělá rozdíly mezi fotografovanými. Projekt dokumentace sezony Národního divadla 2005/2006 má též svou velmi zdařilou knižní podobu.
Na počátku roku 2007 získali Stein a Issa na Czech Grand Design 2006 ocenění udělované Akademií designu České republiky v kategorii módní fotograf roku 2006 za sérii fotografií pro Muset Design Fashion a Sistersconspiracy a též za cover story pro časopis Blok.
Této dvojici patří nominace na Cenu Jindřicha Funkeho 2004. Dále pak zařazení jejich práce renomovaným nakladatelstvím Taschen do publikace nazvané Best Portfolios 2005. Již od roku 1999 se pravidelně umisťují na předních příčkách soutěže Czech Press Photo.

### Samostatné výstavy
- 1998 Beauty/Fashion, Galerie Velryba, Praha
- 2002 Čeští umělci ve Stuttgartu, Space Cowboys, Stuttgart
- 2004 prezentace grantu hlavního města Prahy, Galerie Josefa Sudka, Praha
- 2004 Czechmania, Pražský dům fotografie, Praha

### Skupinové výstavy
- 1995 Funkeho Kolín, Kolín
- 1996 VŠUP, ateliérová výstava, Malá galerie, Liberec
- 1997 VŠUP, ateliérová výstava, Malá galerie, Liberec
- 2000 17 up, Galerie Mánes, Praha
- 2000 Mimolimit, Design Galerie Tunel, Praha
- 2001 Mladí čeští umělci, Galerie moderního umění, Budapešť
- 2002 Space Cowboys, Galerie Bílkova, Praha
- 2003 Portréty českých umělců, ArtPrague, Galerie Mánes, Praha
- 2004 Messages, Symphony Hall, Birmingham / Design festival
- 2004 Czechmania, České centrum, Londýn
- 2004 Cena Jaromíra Funkeho 2004, Pražský dům fotografie, Praha
- 2004 Designmai, Berlín
- 2005 Česká fotografie 20. století, Galerie hlavního města Prahy, Praha
- 2005 Voyeur, Galerie VŠUP, Praha
- 2006 Changing Faces, Museum Folkwang, Německo
- 2006 Národní divadlo, sezona 2005/2006, Palác Kolowrat, Praha
- 2007 ArtPrague, Galerie Mánes, Praha
- 2007 Praguebiennale 3, Karlin Hall, Praha

### Ocenění / Granty / Stáže v zahraničí
- 1996 Inter Camera, 1. cena za dokumentární projekt
- 1999 Czech Press Photo – 2. cena v kategorii umění
- 2000 Czech Press Photo – 3. cena v kategorii umění
- 2001 Czech Press Photo – 2. cena v kategorii umění
- 2002 Czech Press Photo – 3. cena v kategorii portrét, 3. cena v kategorii umění
- 2003 Czech Press Photo – grant hlavního města Prahy, 1. cena v kategorii portrét
- 2004 Nominace na Cenu Jaromíra Funkeho
- 2005 IPRN, Changing Faces, fotografická stáž ve Velké Británii
- 2006 Czech Press Photo – 2. cena v kategorii portrét
- 2007 Czech Grand Design 2006 – módní fotograf roku 2006